# Tom Hanks
Thomas Jeffrey „Tom“ Hanks (* 9. července 1956 Concord) je americký filmový herec, režisér a producent, držitel dvou Oscarů za nejlepší herecký výkon v hlavní roli. Jedná se o jednoho z nejlépe placených herců v dějinách filmu a jednoho ze dvou herců (vedle Spencera Tracyho), který cenu Akademie obdržel ve dvou po sobě jdoucích letech, a to za snímky Philadelphia (1993) a Forrest Gump (1994).
Objevil se i v mnoha dalších slavných hollywoodských filmech včetně Velký (1988), Apollo 13 (1995), Láska přes internet (1998), Zelená míle (1999), Trosečník (2000), Road to Perdition (2002), Kapitán Phillips (2013) či Sully: Zázrak na řece Hudson (2016). Namluvil postavu kovboje Woodyho v animovaných filmech Toy Story. Ztvárnil také postavu symbologa Roberta Langdona v trilogii filmů natočených podle románů Dana Browna.
Známý je také svou četnou spoluprací s režisérem Stevenem Spielbergem na snímcích Zachraňte vojína Ryana (1998), Chyť mě, když to dokážeš (2002), Terminál (2004), Most špionů (2015) a Akta Pentagon: Skrytá válka (2017).
Dodnes je Hanks považován za jednoho z nejlepších herců všech dob. Je často přirovnáván k Jamesi Stewartovi. Někdy se mu také přezdívá "americký táta".

## Dětství
Narodil se do manželství anglického kuchaře Amose Bud Hankse (1924–1992) a Portugalky Janet Marylyn Fragerové (1932–2016), která pracovala v nemocnici, v kalifornském městě Concord. Má tři sourozence, tedy sestru Sandru, bratry Lawrence a Jima. V jeho pěti letech se rodiče rozvedli.
Jeho rodina byla katolického i mormonského vyznání. Hanks se sám ve svém mládí považoval za evangelikála.
Od střední školy se amatérsky věnoval herectví, které ho provázelo i na vysoké škole. Svoji první opravdovou hereckou zkušenost získal na festivalu Shakespearových her v Ohiu. Tři roky poté v létě vystupoval v Shakespearových hrách a přes zimu účinkoval v divadelní společnosti v Sacramentu.

## Kariéra

### Začátky - komediální role
Po práci na festivalu se přestěhoval do New Yorku, kde dostal po velké snaze svoji první (malou) roli v hororovém filmu On ví, že jsi sama (1980). Velký úspěch nezaznamenala, a tak se vydal do Los Angeles, kde získal roli v televizním sitcomu Bosom Buddies a v dalších seriálech, jako například Mazes and Monsters (1982). První větší úspěch se dostavil v roce 1984 s filmem Žbluňk!, kde si zahrál po boku Daryl Hannah. Ještě téhož roku ztvárnil hlavní roli v komedií Pánská jízda (1984), která u diváků také uspěla. O rok později byl obsazen do snímku Muž s červenou botou (1985), což je remake francouzské komedie Velký blondýn s černou botou.
Společně se svou budoucí manželkou Ritou Wilsonovou a Johnem Candym hrál i v komedií Blázni a dobrovolníci (1985). V roce 1986 Hanks ukázal ve filmech Vůbec nic společného a Pokaždé se loučíme, že umí ztvárnit i dramatické role. Další úspěch přišel ještě toho roku a to s komedií Dům za všechny peníze. Krátce nato po nepříliš úspěšné buddy cop komedií Zátah (1987) přišel první velký úspěch.
Kromě romantické komedie Pointa (1988) totiž Hanks získal hlavní roli v rodinné komedií Velký (1988). Děj tohoto snímku se točí okolo malého chlapce, jemuž se splní sen a stane se dospělým mužem. Tento film se stal velkým komerčním úspěchem a navíc si získal i filmové kritiky. Tom Hanks za svůj výkon vyhrál Zlatý glóbus a získal svou první nominaci na Oscara. Rok nato se objevil v krimi komedií Turner a Hooch (1989) a také v komediálním hororu Lidé z předměstí (1989).
V roce 1990 hrál v hvězdně obsazeném dramedy Ohňostroj marnosti, které se nicméně nedočkalo přílišného úspěchu. Jednu z hlavních rolí ztvárnil také ve snímku Joe kontra sopka (1990). Jednalo se o první ze tří snímků, kde se objevil po boku herečky Meg Ryan. Po těchto méně úspěšných rolích se dostal zpět na vrchol díky sportovnímu filmu z prostředí baseballu Velké vítězství (1992).

### Vrchol slávy
Roku 1993 si nejen zahrál s Meg Ryanovou v úspěšné romantické komedií Samotář v Seattlu, ale hlavně v dramatu Philadelphia (1993). V tomto snímku si Tom Hanks zahrál úspěšného homosexuálního právníka, který onemocní AIDS a následně je kvůli předsudkům vyhozen z práce. Za tento film získal svůj již druhý Zlatý glóbus a vyhrál také svého prvního Oscara.
Poté přišel vůbec jeho největší úspěch, a to s filmem Forrest Gump (1994). Za tento snímek vyhrál svůj třetí Zlatý glóbus a druhou cenu Akademie. Dodnes je toto dílo považováno za jeden z nejlepších filmů všech dob a Hanksův výkon také vévodí většině hereckým žebříčkům. Tak se z něj stala hollywoodská hvězda nejvyšší kategorie.
V roce 1995 byl obsazen do slavného filmu Apollo 13, natočeného podle skutečné události, kde ztvárnil astronauta Jima Lovella. V témže roce nadaboval postavu kovboje Woodyho v animovaném snímku Toy Story: Příběh hraček, který získal Oscara za Nejlepší animovaný film. Pak následoval hudební film To je náš hit!, což byl Hanksův režijní i scenáristický debut. Tento snímek se dočkal smíšených reakcí od kritiků i obecenstva. Krátce poté se podílel na tvorbě seriálu Ze Země na Měsíc (1998), který se zabývá rozvojem vesmírného programu. Tato minisérie se dočkala úspěchu, ale jednalo se o velmi nákladné dílo.

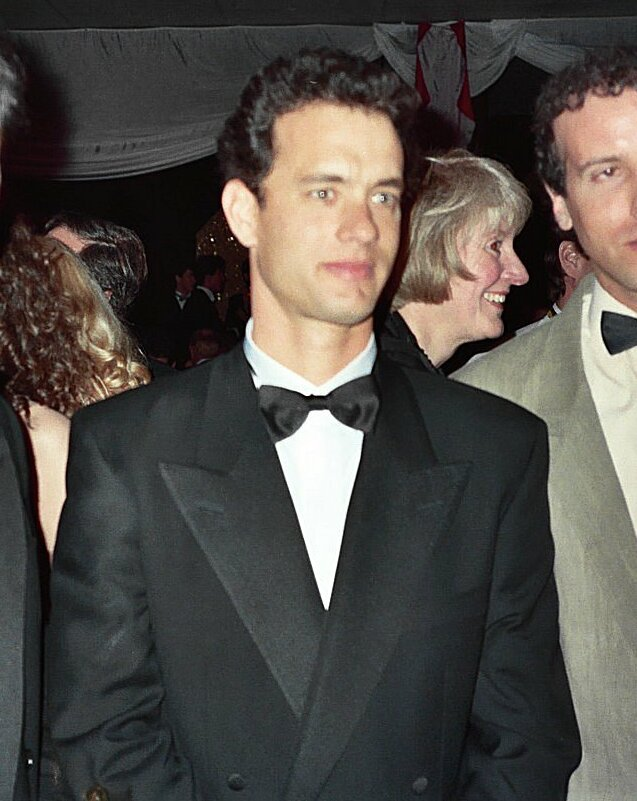
Tom Hanks na Oscarech (1989)

V roce 1998 spojil své síly se Steven Spielbergem a hrál hlavní roli v jeho válečném filmu Zachraňte vojína Ryana (1998). Tento snímek vyhrál pět Oscarů a je považován za jeden z nejlepších válečný filmů vůbec. V témže roce byl uveden další jeho film s Meg Ryan Láska přes internet. Tento snímek se též setkal s kladnými ohlasy a uzavřel tak úspěšnou spolupráci Hankse a Ryanové.
Poté následovalo drama z prostředí vězení Zelená míle (1999) natočené podle stejnojmenného románu od Stephena Kinga. To znamenalo další obrovský úspěch pro Hankse. Tehdy také nadaboval film Toy Story 2: Příběh hraček (1999).
Do nového milénia vstoupil dalším úspěchem, a to s dobrodružným snímkem Trosečník (2000). Za tento film získal dalšího Zlatého glóba. Oscar mu ovšem tentokrát unikl ve prospěch Russella Crowa.
O rok později pak společně se Spielbergem produkoval a částečně režíroval válečnou minisérií Bratrstvo neohrožených (2001). Dodnes je tato minisérie považována za jeden z nejlepších televizních produkcí všech dob, a to především díky věrohodnému zpracování tématu 2. světové války.
V roce 2002 hrál společně s Leonardem DiCapriem ve filmu Chyť mě, když to dokážeš, který se dodnes těší velké oblibě. Společně s Paulem Newmanem pak ztvárnil hlavní role v gangsterce Road to Perdition (Cesta do zatracení). Tento film se taktéž dočkal velmi vřelého přijetí od odborníků i diváků.
Roku 2004 si Hanks zahrál v úspěšném komediálním dramatu Terminál pojednávajícím o člověku, který uvízl na letišti bez jakékoliv národní příslušnosti. Objevil se také ve vlažněji přijaté krimi komedií Lupiči paní domácí (2004) a nadaboval několik různých rolí v animovaném snímku s vánoční tematikou Polární expres (2004).

### Ustálená hvězda
V roce 2006 získal roli symbologa Roberta Langdona ve filmu Šifra mistra Leonarda natočeného podle stejnojmenné kontroverzní knihy od Dana Browna. Přestože se film u kritiků setkal s vlažným přijetím, u mnoha diváků se dodnes těší popularitě a již tehdy se jednalo o velký komerční úspěch. I díky tomu se Hanks v daném roce umístil mezi nejlépe placenými herci.
Poté následovalo satirické drama Soukromá válka pana Wilsona (2007). Za tento snímek získal další nominaci na Zlatého glóba. Nadále se také Hanks věnoval produkci a vypravěčství dokumentů především o druhé světové válce. Cameo roli nadaboval i ve snímku Simpsonovi ve filmu (2007).
Roku 2008 se podílel na produkci muzikálu Mamma Mia!. Po neúspěšné dramedy Velký Buck Howard (2008) se v roce 2009 vrátil do role Roberta Langdona a to ve filmu Andělé a démoni. Za tento snímek získal Hanks obrovský honorář a komerčně si film také nevedl vůbec špatně.
O rok později pak opět nadaboval roli kovboje Woodyho ve třetím díle animované série Toy Story 3: Příběh hraček. Tento film vydělal tehdy jako vůbec první animovaný film přes miliardu amerických dolarů. Téhož roku ještě produkoval válečnou minisérií Pacifik (2010). Na tomto projektu se podílel i jako vypravěč.

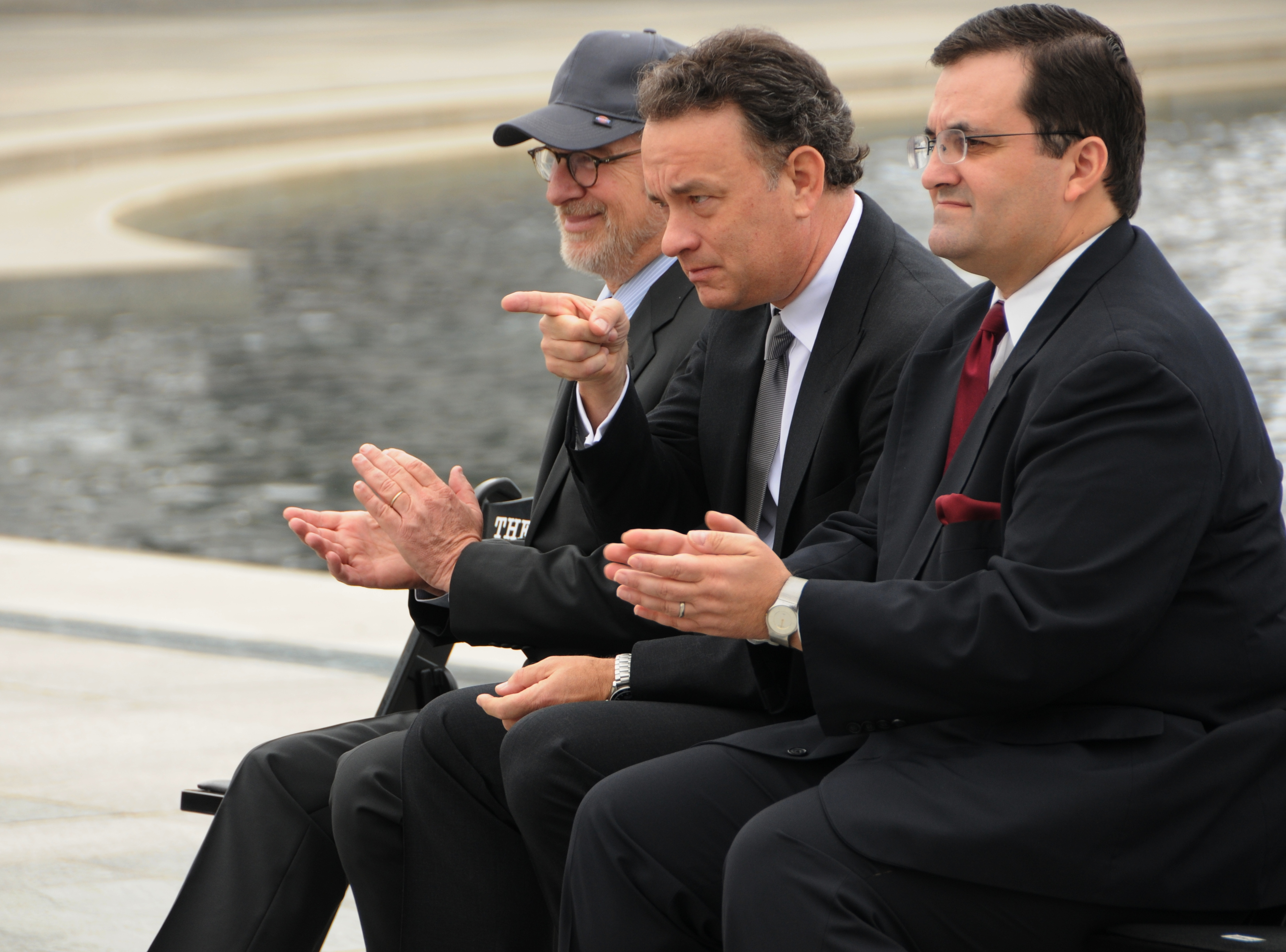
Tom Hanks a Steven Spielberg v březnu 2010

V roce 2011 režíroval a taky si společně s Julií Robertsovou zahrál v romantické komedií Moje krásná učitelka, která ovšem obdržela negativní recenze. Objevil se také v dramatu Neuvěřitelně hlasitě & nesmírně blízko (2011). Tento film se dotýká tématu teroristických útoků 11. září 2001.
Roku 2012 následovalo rozporuplné dystopické sci-fi Atlas mraků (2012). Ačkoliv má toto dílo i své výrazné odpůrce a jednalo se o komerční propadák, časem se film stal také velmi oblíbeným a získal kultovní status.
Později si zahrál hned ve dvou kritiky oceňovaných filmech. Walta Disneyho ztvárnil ve snímku Zachraňte pana Bankse (2013), který pojednává o vzniku muzikálu Mary Poppins (1964). Ve svém druhém filmu, který nese název Kapitán Phillips (2013) si zahrál kapitána nákladní lodi, kterou přepadnou somálští piráti. Za svůj výkon sklidil pochvalu od odborníků i diváctva. V tomto roce si také odbyl svoji premiéru na Broodwayi.
V roce 2015 získal hlavní roli v dramatu režiséra Stevena Spielberga Most špionů. Tento film, odehrávající se v době studené války, získal také několik ocenění a jednalo se tak o další úspěch na Hanksově kontě.
O rok později pak hrál ve vlažně přijatém komediálním dramatu Hologram pro krále (2016). Potřetí a zatím také naposledy se vrátil do role Langdona ve filmu Inferno (2016). Tento snímek se nedočkal pozitivních recenzí. V témže roce ještě ztvárnil pilota Chesleyho Sullenbergera ve filmu Sully: Zázrak na řece Hudson (2016). Toto dílo pojednává o úspěšném nouzovém přistání na řece Hudson v roce 2009.
V roce 2017 se objevil po boku Emmy Watson v kritizovaném sci-fi thrilleru Circle: Uzavřený kruh. Hrál ale i v úspěšném snímku Akta Pentagon: Skrytá válka, kde společně s Meryl Streep ztvárnili novináře, kteří se snaží uveřejnit skandál týkající se tzv. Pentagon Papers. Za tento film získal další nominaci na Zlatého glóba.
Roku 2019 se pak naposledy vrátil do role kovboje Woodyho ve velmi chváleném filmu Toy Story 4: Příběh hraček. Ještě hrál v životopisném dramatu Výjimeční přátelé (2019), kde ztvárnil slavného moderátora pořadů pro děti Freda Rogerse. Za tento film získal nominaci na Zlatého glóba i na Oscara.
O rok později si Hanks zahrál v dobře přijatém válečném snímku Greyhound (2020). Je i autorem scénáře k tomuto filmu. Poté následoval western natočený pro Netflix Zprávy ze světa (2020). V roce 2021 pak ztvárnil hlavní roli v postapokalyptické sci-fi Finch. Tento film byl uveden na streamovací službě Apple TV+.
O rok později se objevil v jedné z hlavních rolí v životopisném dramatu Elvis (2022), který získal mnoho ocenění. Hanksův výkon bývá ovšem kritizován a je často označován jako "jeden z největších přešlapů jeho hvězdné kariéry". Hrál také ve snímku Pinocchio (2022), který získal velmi špatné ohlasy. V tomto roce Hanks také získal dvě Zlaté maliny za film Elvis.
V roce 2023 si zahrál ve hvězdně obsazené komedií od Wese Andersona Asteroid City, která se dočkala smíšených recenzí. V témže roce bylo zveřejněno také úspěšné komediální drama Muž jménem Otto. Jedná se o remake švédského filmu Muž jménem Ove (2015).
V nejbližší době má být uvedeno drama Here (2024) od režiséra Roberta Zemeckise, kde by se měl Hanks objevit po boku Robin Wright, Paula Bettanyho či Kelly Reillyové.

## Osobní život

### Rodina
Mezi lety 1978 a 1987 byl ženatý s herečkou Samanthou Lewesovou, s níž má 2 děti. Starší syn Colin (* 1977) je známý herec a dcera Elizabeth (* 1982) je herečkou a filmovou producentkou. Lewesová zemřela roku 2002 na zhoubný nádor.

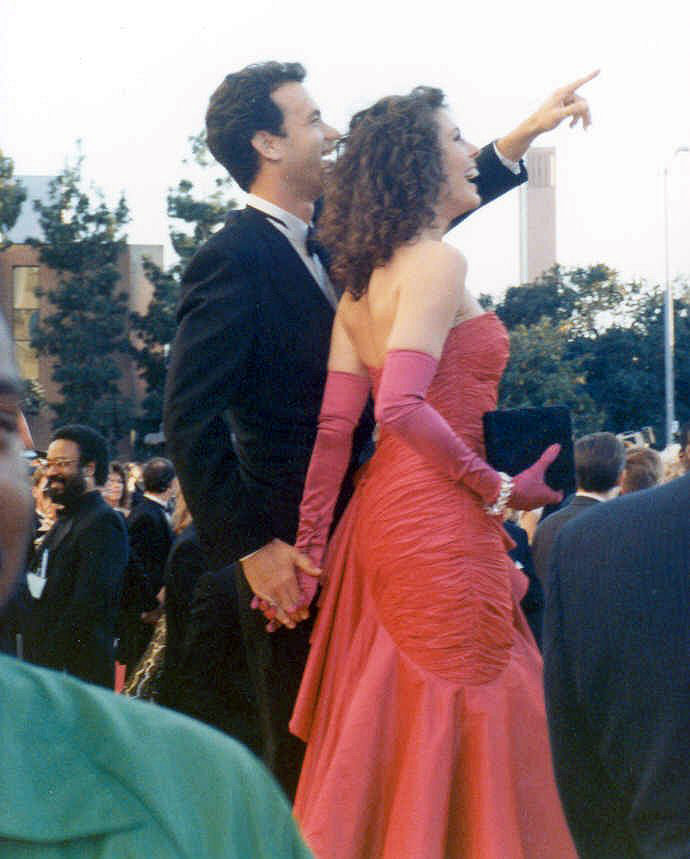
Tom Hanks se svou manželkou Ritou Wilsonovou (1989)

Běheme natáčení seriálu Bosom Buddies se seznámil se svou druhou manželkou, herečkou Ritou Wilsonovou. Předtím než se s ní oženil, konvertoval po jejím vzoru k Řecké pravoslavné církvi a pravidelně navštěvuje bohoslužby. Jeho manželka Wilsonová je sama řeckého původu. Pár se vzal v roce 1988 a má spolu 2 syny, rappera Cheta (* 1990) a mladšího syna Trumana (* 1995). V roce 2019 bylo oběma manželům uděleno řecké státní občanství.

### Zajímavosti
Roku 2013 Hanks oznámil, že trpí cukrovkou 2. typu.
V roce 2020 se spolu s manželkou v Austrálii jako jedna z prvních celebrit nakazil covidem-19. Poté, co se vyléčili, darovali svou krevní plazmu na výzkum vakcíny proti této nemoci.
Je také velkým fanouškem různých sportů. Podporuje například baseballový tým Oakland Athletics či fotbalový klub Aston Villa FC hrající anglickou Premier League.
Je vzdáleným příbuzným 16. amerického prezidenta Abrahama Lincolna a také amerického moderátora pořadů pro děti Freda Rogerse, jehož ztvárnil ve filmu Výjimeční přátelé (2019).
Hanks je náruživým sběratelem historických psacích strojů.

### Politické postoje a aktivismus
Hanks je zapáleným demokratem. V amerických prezidentských volbách v roce 2012 stál za Barackem Obamou, od něhož roku 2016 přijal prezidentskou Medaili svobody, a později Joem Bidenem. Věnuje se také environmentalismu a podporuje elektromobilitu.
Společně s režisérem Stevenem Spielbergem také aktivně podporuje válečné veterány.

## Herecká filmografie
| Rok  | Název filmu                            | Role                                                                                           | Význam                  |
| ---- | -------------------------------------- | ---------------------------------------------------------------------------------------------- | ----------------------- |
| 1980 | On ví, že jsi sama                     | Elliot                                                                                         | epizodní role           |
| 1984 | Žbluňk!                                | Allen Bauer                                                                                    | hlavní role             |
| 1984 | Pánská jízda                           | Rick Gassko                                                                                    | hlavní role             |
| 1985 | Muž s červenou botou                   | Richard Harlan Drew                                                                            | hlavní role             |
| 1985 | Blázni a dobrovolníci                  | Lawrence Whatley Bourne III                                                                    | hlavní role             |
| 1986 | Dům za všechny peníze                  | Walter Fielding, Jr.                                                                           | hlavní role             |
| 1986 | Vůbec nic společného                   | David Basner                                                                                   | hlavní role             |
| 1986 | Pokaždé se loučíme                     | David Bradley                                                                                  | hlavní role             |
| 1987 | Zátah                                  | Detective Pep Streebek                                                                         | hlavní role             |
| 1988 | Velký                                  | Josh Baskin                                                                                    | hlavní role             |
| 1988 | Pointa                                 | Steven Gold                                                                                    | hlavní role             |
| 1989 | Lidé z předměstí                       | Ray Peterson                                                                                   | hlavní role             |
| 1989 | Turner a Hooch                         | Detective Scott Turner                                                                         | hlavní role             |
| 1990 | Joe kontra sopka                       | Joe Banks                                                                                      | hlavní role             |
| 1990 | Ohňostroj marnosti                     | Sherman McCoy                                                                                  | hlavní role             |
| 1992 | Radio Flyer                            | starší Mike                                                                                    | hlavní role, vypravěč   |
| 1992 | Velké vítězství                        | Jimmy Dugan                                                                                    | hlavní role             |
| 1993 | Samotář v Seattlu                      | Sam Baldwin                                                                                    | hlavní role             |
| 1993 | Philadelphia                           | Andrew Beckett                                                                                 | hlavní role             |
| 1994 | Forrest Gump                           | Forrest Gump                                                                                   | hlavní role             |
| 1995 | Apollo 13                              | Jim Lovell                                                                                     | hlavní role             |
| 1995 | Toy Story: Příběh hraček               | Woody                                                                                          | hlasová role            |
| 1996 | To je náš hit!                         | pan White                                                                                      | vedlejší role           |
| 1998 | Zachraňte vojína Ryana                 | John H. Miller                                                                                 | hlavní role             |
| 1998 | Láska přes internet                    | Joe Fox                                                                                        | hlavní role             |
| 1999 | Toy Story 2: Příběh hraček             | Woody                                                                                          | hlasová role            |
| 1999 | Zelená míle                            | Paul Edgecomb                                                                                  | hlavní role             |
| 2000 | Trosečník                              | Chuck Noland                                                                                   | hlavní role             |
| 2002 | Road to Perdition                      | Michael Sullivan starší                                                                        | hlavní role             |
| 2002 | Chyť mě, když to dokážeš               | Carl Hanratty                                                                                  | hlavní role             |
| 2004 | Lupiči paní domácí                     | G.H. Dorr                                                                                      | hlavní role             |
| 2004 | Terminál                               | Viktor Navorski                                                                                | hlavní role             |
| 2004 | Polární expres                         | průvodčí/Scrooge/Santa Claus/Hobo                                                              | hlasová a pohybová role |
| 2006 | Šifra mistra Leonarda                  | Robert Langdon                                                                                 | hlavní role             |
| 2007 | Soukromá válka pana Wilsona            | Charlie Wilson                                                                                 | hlavní role             |
| 2009 | Velký Buck Howard                      | pan Gable                                                                                      | epizodní role           |
| 2009 | Andělé a démoni                        | Robert Langdon                                                                                 | hlavní role             |
| 2010 | Toy Story 3: Příběh hraček             | Woody                                                                                          | hlasová role            |
| 2011 | Moje krásná učitelka                   | Larry Crowne                                                                                   | hlavní role             |
| 2011 | Neuvěřitelně hlasitě & nesmírně blízko | Thomas Schell Jr.                                                                              | vedlejší role           |
| 2012 | Atlas mraků                            | Henry Goose/hotelový manažer/Isaac Sachs/Dermot Hoggins/herec vypadající jako Cavendish/Zachry | hlavní role             |
| 2013 | Kapitán Phillips                       | Richard Phillips                                                                               | hlavní role             |
| 2013 | Zachraňte pana Bankse                  | Walt Disney                                                                                    | hlavní role             |
| 2015 | Dopisy z války                         | Matthew Macauley                                                                               | vedlejší role           |
| 2015 | Most špionů                            | James B. Donovan                                                                               | hlavní role             |
| 2016 | Hologram pro krále                     | Alan Clay                                                                                      | hlavní role             |
| 2016 | Sully: Zázrak na řece Hudson           | Chesley "Sully" Sullenberger                                                                   | hlavní role             |
| 2016 | Inferno                                | Robert Langdon                                                                                 | hlavní role             |
| 2017 | Circle: Uzavřený kruh                  | Eamon Bailey                                                                                   | hlavní role             |
| 2017 | Akta Pentagon: Skrytá válka            | Ben Bradlee                                                                                    | hlavní role             |
| 2019 | Toy Story 4: Příběh hraček             | Woody                                                                                          | hlasová role            |
| 2019 | Výjimeční přátelé                      | Fred Rogers                                                                                    | hlavní role             |
| 2020 | Boratův navázaný telefilm              | sám sebe                                                                                       | cameo                   |
| 2020 | Greyhound                              | Ernest Krause                                                                                  | hlavní role             |
| 2020 | Zprávy ze světa                        | Jefferson Kyle Kidd                                                                            |                         |
| 2021 | Finch                                  | Finch Weinberg                                                                                 | hlavní role             |
| 2022 | Elvis                                  | Tom Parker                                                                                     | hlavní role             |
| 2022 | Pinocchio                              | Geppetto                                                                                       |                         |
| 2022 | Muž jménem Otto                        | Otto Anderson                                                                                  | hlavní role             |
| 2023 | Asteroid City                          | Stanley Zak                                                                                    | vedlejší role           |
| 2024 | Freaky Tales                           |                                                                                                |                         |
| 2024 | Here                                   |                                                                                                |                         |

## Dabing
- 1992 – Radio Flyer
- 1995 – Toy Story: Příběh hraček
- 1999 – Toy Story 2: Příběh hraček
- 2005 – Auta
- 2007 – Simpsonovi ve filmu
- 2010 – Toy Story 3: Příběh hraček

## Ocenění
Oscar
- 1994 – Philadelphia
- 1995 – Forrest Gump

Zlatý Glóbus
- 1988 – Velký
- 1993 – Philadelphia
- 1994 – Forrest Gump
- 2000 – Trosečník